# Иља Сорокин
Иља Игоревич Сорокин (рус. Илья Игоревич Сорокин — Междуреченск, 4. август 1995) професионални је руски хокејаш на леду који игра на позицији голмана.
Члан је сениорске репрезентације Русије за коју је на међународној сцени дебитовао на светском првенству 2016. године. На том првенству Сорокин је освојио бронзану медаљу.   
Учествовао је на улазном драфту НХЛ лиге 2014. године где је изабран у трећој рунди као 78. пик од стране екипе Њујорк ајландерси. Професионалну каријеру започео је у сезони 2012/13. у дресу новокузњецког Металурга, одакле је након три сезоне прешао у редове московског ХК ЦСКА. У сезони 2015/16. проглашен је за најбољег голмана КХЛ лиге.